# 門屋加壽子
門屋 加壽子（かどや かずこ、1953年10月7日 - ）は、愛媛県松山市出身の元女子バスケットボール選手。現姓・大野。日本女子バスケ黄金時代に活躍した選手のひとり。

## 来歴
名門・聖カタリナ女子高校で夏の総体、国体ともにベスト8を経験。
卒業後、ユニチカ山崎に入社。常勝チームの一員として全日本選手権・日本リーグで多くのタイトルに貢献。主将も務めた。
全日本にも選ばれ、1974年アジア大会金メダル、1975年世界選手権準優勝と1976年モントリオール五輪を経験する。
五輪後のシーズンを最後に現役引退。アシスタントコーチに就任する。
1980年、ユニチカを退社。母校・聖カタリナ女子高校のアシスタントコーチに就任。
その後、結婚・出産を経て、1989年にアシックス全国指導者講習会技術指導助手として指導の場に復帰。
1995年、日本初のバスケットボールアカデミーであるレジェンド松山バスケットボールスクールを開校。
その間、松山市バスケットボール協会理事、ミニバスケットボールクラブのヘッドコーチ、バスケットボール日本リーグ機構（JBL）全国派遣講師助手など多くの肩書きを経験する。
2004年、NPO法人レジェンド松山を設立。

## 経歴
- 聖カタリナ女子高 - ユニチカ山崎（1971年〜1977年） - ユニチカAC（1977年〜1980年） - 聖カタリナ女子高校AC（1980年〜1982年）

## 代表歴
- 1974年 イランアジア大会
- 1975年 世界選手権準優勝
- 1976年 モントリオールオリンピック